# 宮城県道154号北浦停車場線
宮城県道154号北浦停車場線（みやぎけんどう154ごう きたうらていしゃじょうせん）は、宮城県遠田郡美里町のJR陸羽東線 北浦駅と国道108号とを結ぶ一般県道である。

## 路線概要
- 起点：北浦駅
- 終点：宮城県遠田郡美里町北浦
- 実延長：53.0 m[1]
実延長は、宮城県の県道としては宮城県道174号田尻停車場線に次いで2番目に短い。

## 通過する自治体
- 宮城県
  - 遠田郡美里町

## 接続する道路
- 国道108号

## 周辺
- 北浦駅前郵便局